# Agrodiaetus mofidii
Agrodiaetus mofidii är en fjärilsart som beskrevs av De Lesse 1963. Agrodiaetus mofidii ingår i släktet Agrodiaetus och familjen juvelvingar. Inga underarter finns listade i Catalogue of Life.